# Eleições autárquicas portuguesas de 1989 no distrito de Castelo Branco
| Eleições autárquicas portuguesas de 1989 Distritos: Aveiro \| Beja \| Braga \| Bragança \| Castelo Branco \| Coimbra \| Évora \| Faro \| Guarda \| Leiria \| Lisboa \| Portalegre \| Porto \| Santarém \| Setúbal \| Viana do Castelo \| Vila Real \| Viseu \| Açores \| Madeira |

## Resultados por concelho
Os resultados nos concelhos do distrito de Castelo Branco foram os seguintes:

### Belmonte
| Partido                 | Partido                        | Votos | %               | +/-   | Vereadores | +/-     |
| ----------------------- | ------------------------------ | ----- | --------------- | ----- | ---------- | ------- |
|                         | Partido Socialista             | 1 501 | 37,85 / 100,00  | 19,02 | 2 / 5      | 1       |
|                         | Partido Social Democrata       | 1 335 | 33,66 / 100,00  | 4,45  | 2 / 5      | Estável |
|                         | PRD-MDP/CDE                    | 710   | 17,90 / 100,00  | Novo  | 1 / 5      | Novo    |
|                         | Coligação Democrática Unitária | 139   | 3,50 / 100,00   | 0,33  | 0 / 5      | Estável |
|                         | Centro Democrático Social      | 106   | 2,67 / 100,00   | -     | 0 / 5      | -       |
| Votos Inválidos         | Votos Inválidos                | 175   | 4,41 / 100,00   | 0,65  |            |         |
| Total                   | Total                          | 3 966 | 100,00 / 100,00 |       | 5 / 5      |         |
| Eleitorado/Participação | Eleitorado/Participação        | 6 043 | 65,63 / 100,00  | 1,44  |            |         |

### Castelo Branco
| Partido                 | Partido                        | Votos  | %               | +/-   | Vereadores | +/-     |
| ----------------------- | ------------------------------ | ------ | --------------- | ----- | ---------- | ------- |
|                         | Partido Social Democrata       | 13 675 | 45,44 / 100,00  | 8,31  | 4 / 7      | 1       |
|                         | Partido Socialista             | 11 527 | 38,30 / 100,00  | 24,44 | 3 / 7      | 2       |
|                         | Coligação Democrática Unitária | 1 268  | 4,21 / 100,00   | 2,94  | 0 / 7      | Estável |
|                         | Centro Democrático Social      | 1 183  | 3,93 / 100,00   | 0,65  | 0 / 7      | Estável |
|                         | Partido Renovador Democrático  | 1 111  | 3,69 / 100,00   | 12,80 | 0 / 7      | 1       |
| Votos Inválidos         | Votos Inválidos                | 1 333  | 4,43 / 100,00   | 0,26  |            |         |
| Total                   | Total                          | 30 097 | 100,00 / 100,00 |       | 7 / 7      |         |
| Eleitorado/Participação | Eleitorado/Participação        | 47 498 | 63,36 / 100,00  | 1,52  |            |         |

### Covilhã
| Partido                 | Partido                  | Votos  | %               | +/-  | Vereadores | +/-     |
| ----------------------- | ------------------------ | ------ | --------------- | ---- | ---------- | ------- |
|                         | Partido Social Democrata | 10 655 | 34,54 / 100,00  | 3,10 | 3 / 7      | 1       |
|                         | Partido Socialista       | 9 514  | 30,85 / 100,00  | 9,56 | 2 / 7      | Estável |
|                         | PCP-PEV-PRD              | 9 029  | 29,27 / 100,00  | Novo | 2 / 7      | Novo    |
| Votos Inválidos         | Votos Inválidos          | 1 646  | 5,34 / 100,00   | 1,06 |            |         |
| Total                   | Total                    | 30 844 | 100,00 / 100,00 |      | 7 / 7      |         |
| Eleitorado/Participação | Eleitorado/Participação  | 49 427 | 62,40 / 100,00  | 0,57 |            |         |

### Fundão
| Partido                 | Partido                        | Votos  | %               | +/-   | Vereadores | +/-     |
| ----------------------- | ------------------------------ | ------ | --------------- | ----- | ---------- | ------- |
|                         | Partido Socialista             | 9 407  | 50,69 / 100,00  | 25,14 | 4 / 7      | 2       |
|                         | Partido Social Democrata       | 6 007  | 32,37 / 100,00  | 7,63  | 3 / 7      | 1       |
|                         | Coligação Democrática Unitária | 1 310  | 7,06 / 100,00   | 1,21  | 0 / 7      | Estável |
|                         | Centro Democrático Social      | 921    | 4,96 / 100,00   | -     | 0 / 7      | -       |
| Votos Inválidos         | Votos Inválidos                | 913    | 4,92 / 100,00   | 1,75  |            |         |
| Total                   | Total                          | 18 558 | 100,00 / 100,00 |       | 7 / 7      |         |
| Eleitorado/Participação | Eleitorado/Participação        | 28 663 | 64,75 / 100,00  | 3,71  |            |         |

### Idanha-a-Nova
| Partido                 | Partido                        | Votos  | %               | +/-  | Vereadores | +/-     |
| ----------------------- | ------------------------------ | ------ | --------------- | ---- | ---------- | ------- |
|                         | Partido Socialista             | 5 793  | 66,56 / 100,00  | 2,82 | 6 / 7      | Estável |
|                         | Partido Social Democrata       | 1 845  | 21,20 / 100,00  | 2,41 | 1 / 7      | Estável |
|                         | Coligação Democrática Unitária | 417    | 4,79 / 100,00   | 0,78 | 0 / 7      | Estável |
| Votos Inválidos         | Votos Inválidos                | 649    | 7,45 / 100,00   | 1,19 |            |         |
| Total                   | Total                          | 8 704  | 100,00 / 100,00 |      | 7 / 7      |         |
| Eleitorado/Participação | Eleitorado/Participação        | 13 891 | 62,66 / 100,00  | 0,51 |            |         |

### Oleiros
| Partido                 | Partido                        | Votos | %               | +/-   | Vereadores | +/-     |
| ----------------------- | ------------------------------ | ----- | --------------- | ----- | ---------- | ------- |
|                         | Partido Social Democrata       | 3 900 | 70,01 / 100,00  | 15,09 | 4 / 5      | 1       |
|                         | Partido Socialista             | 1 410 | 25,31 / 100,00  | 17,19 | 1 / 5      | 1       |
|                         | Coligação Democrática Unitária | 59    | 1,06 / 100,00   | 0,84  | 0 / 5      | Estável |
| Votos Inválidos         | Votos Inválidos                | 202   | 3,62 / 100,00   | 1,26  |            |         |
| Total                   | Total                          | 5 571 | 100,00 / 100,00 |       | 5 / 5      |         |
| Eleitorado/Participação | Eleitorado/Participação        | 8 216 | 67,81 / 100,00  | 8,18  |            |         |

### Penamacor
| Partido                 | Partido                        | Votos | %               | +/-   | Vereadores | +/-     |
| ----------------------- | ------------------------------ | ----- | --------------- | ----- | ---------- | ------- |
|                         | Partido Socialista             | 2 799 | 51,38 / 100,00  | 2,76  | 3 / 5      | Estável |
|                         | Centro Democrático Social      | 1 247 | 22,89 / 100,00  | 10,50 | 1 / 5      | 1       |
|                         | Partido Social Democrata       | 1 041 | 19,11 / 100,00  | 7,99  | 1 / 5      | 1       |
|                         | Coligação Democrática Unitária | 95    | 1,74 / 100,00   | 0,21  | 0 / 5      | Estável |
| Votos Inválidos         | Votos Inválidos                | 266   | 4,88 / 100,00   | 0,58  |            |         |
| Total                   | Total                          | 5 448 | 100,00 / 100,00 |       | 5 / 5      |         |
| Eleitorado/Participação | Eleitorado/Participação        | 7 904 | 68,93 / 100,00  | 1,52  |            |         |

### Proença-a-Nova
| Partido                 | Partido                        | Votos | %               | +/-   | Vereadores | +/-     |
| ----------------------- | ------------------------------ | ----- | --------------- | ----- | ---------- | ------- |
|                         | Partido Social Democrata       | 2 749 | 40,34 / 100,00  | 38,94 | 2 / 5      | 4       |
|                         | Partido Socialista             | 2 442 | 35,84 / 100,00  | 19,72 | 2 / 5      | 1       |
|                         | Centro Democrático Social      | 1 285 | 18,86 / 100,00  | -     | 1 / 5      | -       |
|                         | Coligação Democrática Unitária | 53    | 0,78 / 100,00   | 0,20  | 0 / 5      | Estável |
| Votos Inválidos         | Votos Inválidos                | 285   | 4,19 / 100,00   | 0,56  |            |         |
| Total                   | Total                          | 6 814 | 100,00 / 100,00 |       | 5 / 5      | 2       |
| Eleitorado/Participação | Eleitorado/Participação        | 9 974 | 68,32 / 100,00  | 2,77  |            |         |

### Sertã
| Partido                 | Partido                        | Votos  | %               | +/-   | Vereadores | +/-     |
| ----------------------- | ------------------------------ | ------ | --------------- | ----- | ---------- | ------- |
|                         | Partido Social Democrata       | 5 768  | 57,21 / 100,00  | 14,04 | 5 / 7      | 1       |
|                         | Partido Socialista             | 1 927  | 19,11 / 100,00  | 10,71 | 1 / 7      | 1       |
|                         | Centro Democrático Social      | 1 761  | 17,47 / 100,00  | 2,45  | 1 / 7      | Estável |
|                         | Coligação Democrática Unitária | 111    | 1,10 / 100,00   | 0,42  | 0 / 7      | Estável |
| Votos Inválidos         | Votos Inválidos                | 516    | 5,12 / 100,00   | 1,31  |            |         |
| Total                   | Total                          | 10 083 | 100,00 / 100,00 |       | 7 / 7      |         |
| Eleitorado/Participação | Eleitorado/Participação        | 16 860 | 59,80 / 100,00  | 2,34  |            |         |

### Vila de Rei
| Partido                 | Partido                        | Votos | %               | +/-  | Vereadores | +/-     |
| ----------------------- | ------------------------------ | ----- | --------------- | ---- | ---------- | ------- |
|                         | Partido Social Democrata       | 1 379 | 46,97 / 100,00  | 9,21 | 3 / 5      | 1       |
|                         | Centro Democrático Social      | 1 309 | 44,58 / 100,00  | 8,44 | 2 / 5      | 1       |
|                         | Partido Socialista             | 155   | 5,28 / 100,00   | 0,62 | 0 / 5      | Estável |
|                         | Coligação Democrática Unitária | 10    | 0,34 / 100,00   | 0,86 | 0 / 5      | Estável |
| Votos Inválidos         | Votos Inválidos                | 83    | 2,83 / 100,00   | 0,52 |            |         |
| Total                   | Total                          | 2 936 | 100,00 / 100,00 |      | 5 / 5      |         |
| Eleitorado/Participação | Eleitorado/Participação        | 3 996 | 73,47 / 100,00  | 4,11 |            |         |

### Vila Velha de Ródão
| Partido                 | Partido                        | Votos | %               | +/-  | Vereadores | +/-     |
| ----------------------- | ------------------------------ | ----- | --------------- | ---- | ---------- | ------- |
|                         | Partido Socialista             | 1 458 | 45,76 / 100,00  | 3,64 | 3 / 5      | Estável |
|                         | Partido Social Democrata       | 1 272 | 39,92 / 100,00  | 2,68 | 2 / 5      | Estável |
|                         | Coligação Democrática Unitária | 330   | 10,36 / 100,00  | 2,06 | 0 / 5      | Estável |
| Votos Inválidos         | Votos Inválidos                | 126   | 3,96 / 100,00   | 1,03 |            |         |
| Total                   | Total                          | 3 186 | 100,00 / 100,00 |      | 5 / 5      |         |
| Eleitorado/Participação | Eleitorado/Participação        | 4 689 | 67,95 / 100,00  | 2,14 |            |         |